# Scopula donovani
Scopula donovani là một loài bướm đêm trong họ Geometridae.